# Szerdahelyi Sándor (újságíró, 1884–1961)
Szerdahelyi Sándor, 1904-ig Goldstein (Győr, 1884. április 12. – Budapest, 1961. március 5.) újságíró, kritikus.

## Élete
Szerdahelyi Ignác (1852–1928) kereskedő és Adler Róza (1862–1938) gyermekeként született zsidó családban. Tanulmányait a Budapesti Tudományegyetemen végezte. 1903-ban belépett a Szocialista Diákok Szervezetébe, ahol társadalmi és természettudományi témákban adott elő. 1906 és 1920 között a Munkásbiztosító Pénztár hivatalnokaként dolgozott. 1917-ben többekkel együtt megalapította a Magyarországi Munkások Gyermekbarát Egyesületét, amelynek főtitkárává választották. Kiadta a Gyermekbarát című lapot. Előadásokat tartott a Galilei Körben és a Munkásakadémián. 1918-ban részt vett az őszirózsás forradalom előkészítésében. A Tanácsköztársaság idején a Munkaügyi Szemle szerkesztője és a Budapesti Központi Forradalmi Munkás- és Katonatanács tagja volt. A kommunista rendszer bukása után letartóztatták és csak hosszabb vizsgálati fogság után szabadult. 1920-tól 1948-ig, nyugdíjazásáig a Népszava belső munkatársaként dolgozott a kulturális, majd a külpolitikai rovat vezetőjeként. Írásai megjelentek a Szocializmus című lapban is.
Házastársa Harmath István és Müller Eleonóra lánya, Irén volt, akivel 1918. június 22-én Budapesten, az Erzsébetvárosban kötött házasságot.
A budapesti Farkasréti temetőben helyezték végső nyugalomra. Temetésén részt vett Szakasits Árpád, a Magyar Újságírók Országos Szövetségének elnöke. A MÚOSZ és a Népszava képviseletében Bihari Mihály mondott gyászbeszédet.